# 1963년 콘클라베

사도좌 공석 상태에 있는 동안에 사용되는 성좌의 문장

1963년 콘클라베는 제262대 교황을 선출하기 위해 진행된 콘클라베이다. 제261대 교황 요한 23세가 1963년 6월 3일에 선종한 이후에 새 교황을 선출하기 위해 진행된 선거이며 바티칸 시국에 있는 사도 궁전과 시스티나 성당에서 진행되었다.
1963년 6월 19일부터 6월 21일까지 사흘에 걸쳐 6차례 투표가 진행되었으며 전 세계 80세 이하 추기경 82명 중 80명이 투표에 참가하였다. 이탈리아의 추기경이자 밀라노의 대교구장인 조반니 바티스타 몬티니가 새 교황으로 선출되었으며 교황 이름은 바오로 6세로 명명되었다.

## 추기경단
- 투표에 참가한 추기경: 80명
- 불참: 2명

### 대륙별 추기경 분포
- 이탈리아 추기경: 29명
- 기타 유럽 국가 추기경: 55명
- 북아메리카 국가 추기경: 7명
- 남아메리카 국가 추기경: 11명
- 아프리카 국가 추기경: 1명
- 아시아 및 중동 국가 추기경: 5명
- 오세아니아 국가 추기경: 1명

### 국가별 추기경 분포
- 29명: 이탈리아
- 8명: 프랑스
- 6명: 스페인
- 5명: 미국
- 3명: 독일, 브라질
- 2명: 아르헨티나, 캐나다, 포르투갈
- 1명: 네덜란드, 멕시코, 베네수엘라, 벨기에, 소비에트 연방(러시아), 시리아, 아일랜드, 에콰도르, 영국, 오스트레일리아, 오스트리아, 우루과이, 인도, 일본, 중화민국, 칠레, 콜롬비아, 탕가니카, 페루, 폴란드, 필리핀

## 주요 인사
- 수석 추기경: 외젠 티스랑 (Eugène Tisserant, 프랑스)
- 보조 추기경: 클레멘테 미카라 (Clemente Micara, 이탈리아)
- 교황 궁무처장: 베네데토 알로이시 마셀라 (Benedetto Aloisi Masella, 이탈리아)
- 수석 부제: 알프레도 오타비아니 (Alfredo Ottaviani, 이탈리아)

## 트리비아
새 교황 바오로 6세는 그간 중단되었던 제2차 바티칸 공의회를 재개하였다.